# تسويوشي تيزوكا
تسويوشي تيزوكا (باليابانية: 手塚強؛ بالكانا: てづか つよし) هو سائق سباق ياباني، ولد في 14 ديسمبر 1975.